# Maryslim
Maryslim — шведський рок-гурт, яка була сформована близько 1999 року. Гурт грає hard & heavy rock'n'roll.

## Склад гурту
- Mats MF Olsson — вокал, гітара (Hellsingland Underground)
- Kent Axén — гітара
- Patrik Jansson — ударні (Hellsingland Underground)
- Urrke T — бас (покинув гурт в березні 2008 року)

## Дискографія
- Saints from Hell (vinyl) (1999)

### Альбоми
- Maryslim (2001)
- Live n' Loaded (2002)
- Split Vision (2004)
- A Perfect Mess (2007)

### Міні-альбоми та сингли
- Nothing in Common (2001)
- Quite Intoxicated (2001)
- B.T.L (2004)
- My Time EP (2005)

## Відеографія
- BTL (by Charlie Granberg)
- My Time (by Charlie Granberg)
- This Corrosion (feat. J69) (by Charlie Granberg)